# Korey Stringer
(en) Statistiques sur pro-football-reference
Korey Damont Stringer , né le 8 mai 1974 à Warren dans l'Ohio et mort le 1er août 2001 à Mankato dans le Minnesota, est un joueur américain de football américain qui a joué toute sa carrière professionnelle pour les Vikings du Minnesota. Sélectionné au premier tour par les Vikings en 1995, il est sélectionné au Pro Bowl pour la première fois de sa carrière lors de la saison 2000 de la NFL. Alors qu'il est l'un des meilleurs joueurs de la ligue à son poste, il meurt d'hyperthermie lors du camp d'entraînement 2001 des Vikings,. Lors d'un entraînement chaud et humide, le deuxième jour du camp, Stringer s'entraîne pendant trois heures consécutives, refuse les pauses et vomit à trois reprises,. Stringer s'effondre peu après la fin de l'entraînement, perd conscience, est emmené à l'hôpital régional où il meurt le lendemain matin. Son numéro 77 est retiré par le club au cours de la saison 2001. Après sa mort, une organisation intitulée Korey Stringer Institute  (KSI) est créé pour prévenir des dangers des entraînements estivaux.